# Team BikeExchange/Saison 2021
Diese Liste beschreibt die Erfolge des Radsportteams BikeExchange in der Saison 2021. 

## Siege
| Siege    | Siege                                                  | Siege      | Siege  | Siege          | Siege |
| Datum    | Rennen                                                 | Staat      | Klasse | Sieger         |       |
| -------- | ------------------------------------------------------ | ---------- | ------ | -------------- | ----- |
| 7. Feb.  | Australische Meisterschaften, Straßenrennen der Männer | Australien | CN     | Cameron Meyer  |       |
| 25. Mär. | Katalonien-Rundfahrt, 4. Etappe                        | Spanien    | 2.UWT  | Esteban Chaves |       |
| 20. Apr. | Tour of the Alps, 2. Etappe                            | Österreich | 2.Pro  | Simon Yates    |       |
| 23. Apr. | Tour of the Alps, Gesamtwertung                        | Italien    | 2.Pro  | Simon Yates    |       |
| 15. Mai  | Tour de Hongrie, 4. Etappe                             | Ungarn     | 2.1    | Damien Howson  |       |
| 16. Mai  | Tour de Hongrie, Gesamtwertung                         | Ungarn     | 2.1    | Damien Howson  |       |
| 28. Mai  | Giro d’Italia, 19. Etappe                              | Italien    | 2.UWT  | Simon Yates    |       |
| 15. Sep. | Slowakei-Rundfahrt, Prolog                             | Slowakei   | 2.1    | Kaden Groves   |       |

### Weitere Siege
| Datum     | Rennen                       | Kat. | Fahrer       |
| --------- | ---------------------------- | ---- | ------------ |
| 6. August | 2. Etappe Czech Cycling Tour | 2.1  | Nick Schultz |

## Mannschaft
| Teamkader 2021                               | Teamkader 2021     | Teamkader 2021         | Teamkader 2021                      |
| Name                                         | Geburtsdatum       | Land                   | Vorheriges Team                     |
| -------------------------------------------- | ------------------ | ---------------------- | ----------------------------------- |
| Jack Bauer                                   | 7. April 1985      | Neuseeland             | Quick-Step Floors (2017)            |
| Sam Bewley                                   | 22. Juli 1987      | Neuseeland             | PureBlack Racing (2012)             |
| Brent Bookwalter                             | 16. Februar 1984   | Vereinigte Staaten     | BMC Racing Team (2018)              |
| Esteban Chaves                               | 17. Januar 1990    | Kolumbien              | Colombia (2013)                     |
| Kevin Colleoni                               | 11. November 1999  | Italien                | Biesse Arvedi (2020)                |
| Luke Durbridge                               | 9. April 1991      | Australien             | Jayco-AIS (2011)                    |
| Alexander Edmondson                          | 22. Dezember 1993  | Australien             | Jayco-AIS World Tour Academy (2015) |
| Tsgabu Grmay                                 | 25. August 1991    | Äthiopien              | Trek-Segafredo (2018)               |
| Kaden Groves                                 | 23. Dezember 1998  | Australien             | SEG Racing Academy (2019)           |
| Lucas Hamilton                               | 12. Februar 1996   | Australien             | UniSA-Australia (2017)              |
| Michael Hepburn                              | 17. August 1991    | Australien             | Jayco-AIS (2011)                    |
| Damien Howson                                | 13. August 1992    | Australien             | Jayco-AIS World Tour Academy (2013) |
| Amund Grøndahl Jansen                        | 11. Februar 1994   | Norwegen               | Jumbo-Visma (2020)                  |
| Christopher Juul-Jensen                      | 6. Juli 1989       | Dänemark               | Tinkoff-Saxo (2015)                 |
| Tanel Kangert                                | 11. März 1987      | Estland                | EF Pro Cycling (2020)               |
| Alexander Konychev                           | 25. Juli 1998      | Italien                | Dimension Data for Qhubeka (2019)   |
| Michael Matthews                             | 26. September 1990 | Australien             | Team Sunweb (2020)                  |
| Cameron Meyer                                | 11. Januar 1988    | Australien             | Dimension Data (2016)               |
| Luka Mezgec                                  | 27. Juni 1988      | Slowenien              | Giant-Alpecin (2015)                |
| Mikel Nieve                                  | 26. Mai 1984       | Spanien                | Team Sky (2017)                     |
| Barnabás Peák                                | 29. November 1998  | Ungarn                 | SEG Racing Academy (2019)           |
| Nick Schultz                                 | 13. September 1994 | Australien             | Caja Rural-Seguros RGA (2018)       |
| Callum Scotson                               | 10. August 1996    | Australien             | Mitchelton-BikeExchange (2018)      |
| Dion Smith                                   | 3. März 1993       | Neuseeland             | Wanty-Groupe Gobert (2018)          |
| Robert Stannard                              | 16. September 1998 | Australien             | Mitchelton-BikeExchange (2018)      |
| Simon Yates                                  | 7. August 1992     | Vereinigtes Königreich | 100% me (2013)                      |
| Andrei Seiz                                  | 14. Dezember 1986  | Kasachstan             | Astana (2019)                       |
| Choon Huat Goh (1. Aug.–31. Dez., Stagiaire) | 14. Dezember 1990  | Singapur               | Terengganu Cycling Team (2021)      |
|                                              |                    |                        |                                     |
| Quelle: ProCyclingStats                      |                    |                        |                                     |